# Родригес, Уго
Уго Рене Родригес Корона (исп. Hugo René Rodríguez Corona; род. 14 марта 1959, Торреон) — мексиканский футболист, нападающий.

## Карьера

### Клубная карьера
Во взрослом футболе дебютировал в 1975 году в составе команды «Лагуна», за которую играл на протяжении трёх сезонов своей карьеры. В 1978 году перешёл в клуб «Депортиво Неса», а затем играл за «Ла-Пьедад» и «Атлетас Кампесинос».
В 1982 году стал игроком клуба «Толука», где на протяжении четырёх сезонов играл в основном составе команды. Завершил карьеру футболиста в 1986 году.

### Карьера в сборной
В 1977 году Родригес сыграл 5 матчей на молодёжном чемпионате мира. Там он был ключевым игроком своей команды и забил гол в матче против сборной Испании.
В 1978 году сыграл два матча в составе национальной сборной Мексики против Сальвадора и Болгарии. В составе сборной принял участие в чемпионате мира 1978 года в Аргентине, но на поле ни разу не выходил.